# Yang Shu-Chun
Yang Shu-Chun (26 de octubre de 1985) es una deportista taiwanesa que compitió en taekwondo.
Ganó dos medallas en el Campeonato Mundial de Taekwondo en los años 2007 y 2011, y tres medallas en el Campeonato Asiático de Taekwondo entre los años 2008 y 2012. En los Juegos Asiáticos de 2006 consiguió una medalla de plata.

## Palmarés internacional
| Representando a China Taipéi |                              |                   |           |
| Campeonato Mundial           |                              |                   |           |
| Año                          | Lugar                        | Medalla           | Categoría |
| 2007                         | Pekín (China)                | Medalla de bronce | –47 kg    |
| 2011                         | Gyeongju (Corea del Sur)     | Medalla de plata  | –49 kg    |
| Juegos Asiáticos             |                              |                   |           |
| Año                          | Lugar                        | Medalla           | Categoría |
| 2006                         | Doha (Catar)                 | Medalla de plata  | –47 kg    |
| Campeonato Asiático          |                              |                   |           |
| Año                          | Lugar                        | Medalla           | Categoría |
| 2008                         | Luoyang (China)              | Medalla de oro    | –51 kg    |
| 2010                         | Astaná (Kazajistán)          | Medalla de bronce | –49 kg    |
| 2012                         | Ciudad Ho Chi Minh (Vietnam) | Medalla de oro    | –49 kg    |